# Laascaanood
Laascaanood (ook geschreven als Las Anod. Arabisch: لاسعنود) is een stad in Somalië. Het is de hoofdplaats van de regio Sool. Laascaanood telt naar schatting 41.000 inwoners.